# Wilkinson Microwave Anisotropy Probe

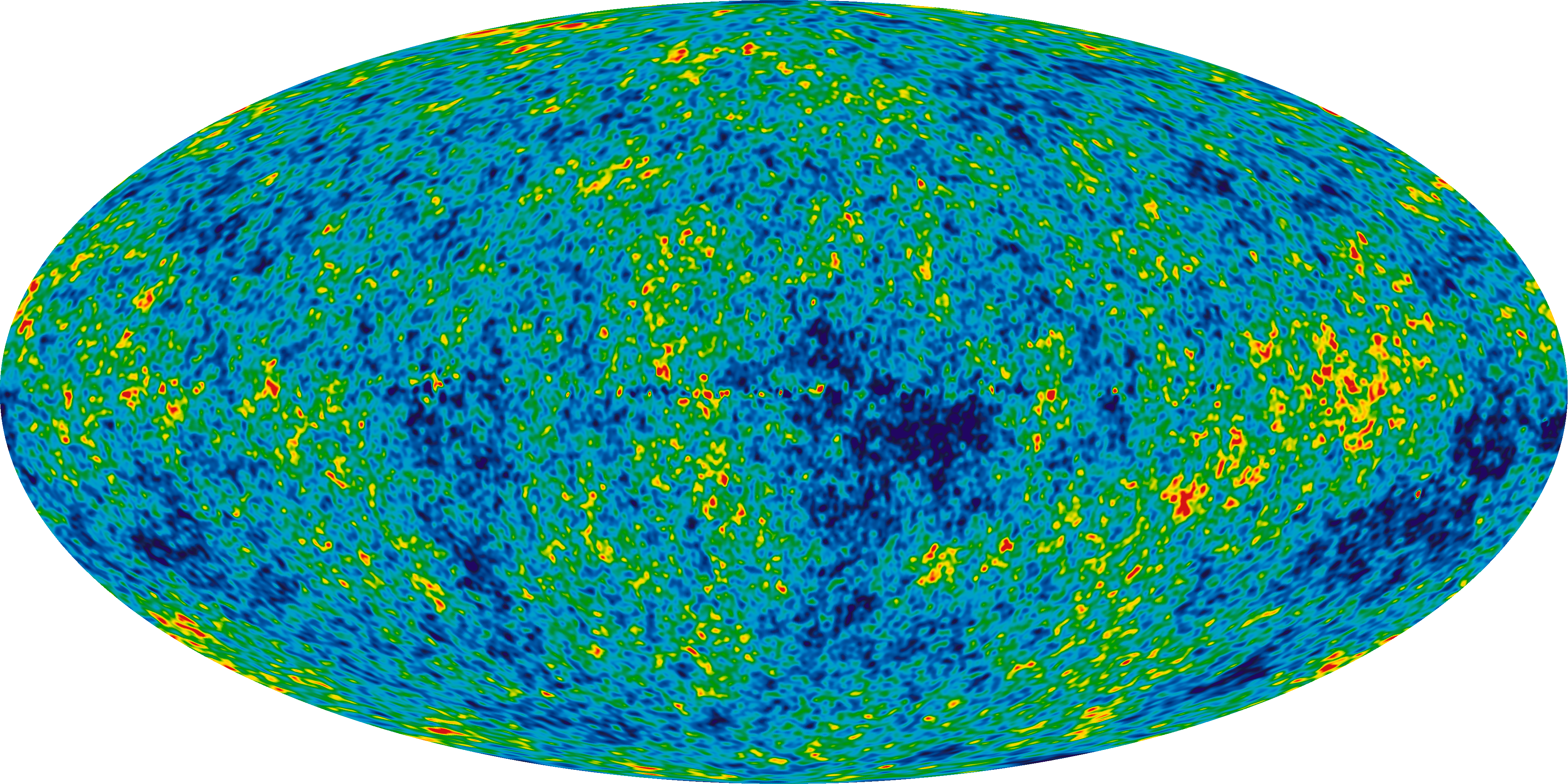
Mapa rozkładu temperatur mikrofalowego promieniowania tła uzyskana przez WMAP (wersja z 2012 roku)

Wilkinson Microwave Anisotropy Probe (WMAP) – misja amerykańskiej agencji NASA mająca za zadanie wykonanie pomiarów temperatury promieniowania reliktowego wraz z jej rozkładem kątowym. Była to następna po COBE misja kosmologiczna.
Misja została nazwana na cześć dr. Davida Wilkinsona, członka grupy naukowej sondy i pioniera w dziedzinie badania mikrofalowego promieniowania tła.
Satelita WMAP został wyniesiony w kosmos 30 czerwca 2001 roku przez rakietę nośną Delta II 7425-10 i wszedł na orbitę Lissajous wokół punktu libracyjnego L2 układu Ziemia-Słońce znajdującego się w odległości ok. 1,5 miliona km od Ziemi.
Głównym celem WMAP było wykonanie mapy różnic temperatur mikrofalowego promieniowania tła, powstałego gdy Wszechświat miał ok. 376 000 lat. Mapę tę zaprezentowano dnia 11 lutego 2003 na podstawie danych zebranych w ciągu pierwszego roku działania satelity. Kolejne, dokładniejsze mapy i dopasowania parametrów kosmologicznych, opublikowano w 2006, 2008, 2010 i 2012 roku, po trzech, pięciu, siedmiu i dziewięciu latach zbierania danych obserwacyjnych.
Misja zakończyła zbieranie danych w sierpniu 2010 roku. We wrześniu 2010 roku silniki satelity zostały odpalone po raz ostatni i umieściły WMAP na „cmentarnej” orbicie okołosłonecznej.
Następcą misji WMAP był satelita Europejskiej Agencji Kosmicznej Planck, uruchomiony w 2009 roku.
Dane z WMAP przyczyniły się do upowszechnienia obecnego standardowego modelu kosmologicznego. Zgodnie z tym modelem i według pierwszych obserwacji WMAP wiek Wszechświata to ok. 13,75 miliarda lat, zaś w jego skład wchodzi tylko ok. 4,5% materii barionowej oraz ok. 23% ciemnej materii i ok. 72% ciemnej energii, opisywanej przez tzw. stałą kosmologiczną. Dane zebrane przez WMAP do 2008 roku potwierdziły również istnienie kosmicznego tła neutrin.
Dane z 2013 roku zebrane przez Plancka nieco się różnią – wiek Wszechświata szacowany jest na 13,82 miliarda lat, a jego skład to 4,9% materii barionowej, 26,8% hipotetycznej ciemnej materii i 68,3% ciemnej energii.